# Uchi-Kanda
Uchi-Kanda (内神田?) è un distretto del quartiere speciale di Chiyoda, Tokyo, in Giappone, situato all'interno dell'area di Kanda. Al 1º marzo 2008 la sua popolazione era di 1.277 abitanti. Il codice postale è 101-0047.
Situato nella parte nord di Chiyoda, il distretto Uchi-Kanda confina con Kanda-Mitoshirochō, Kanda-Tsukasamachi, Kanda-Tacho e Kanda-Kajichō a nord, Kajichō ad est, Nihonbashi-Hongokuchō, Chūō a sud-est, Otemachi a sud e Kanda-Nishikichō a ovest.
Uchi-Kanda è un distretto commerciale con numerosi uffici e negozi.